# Casteide-Candau
 Casteide-Candau  es una población y comuna francesa, en la región de Aquitania, departamento de Pirineos Atlánticos, en el distrito de Pau y cantón de Arthez-de-Béarn.

## Demografía
| 164 | 172 | 188 | 186 | 185 | 180 |
| Para los censos de 1962 a 1999 la población legal corresponde a la población sin duplicidades (Fuente: INSEE [Consultar]) |     |     |     |     |     |